# El Lirio (periódico)
El Lirio fue un periódico cultural que se editó en la ciudad española de Vitoria desde 1845 hasta, al menos, 1847.

## Descripción
Dirigido por Ramón Ortiz de Zárate, su primer número vio la luz el 1 de noviembre de 1845. «Cuando todas las Provincias de nuestra culta España tienen en sus capitales millares de periódicos, millares de publicaciones más ó menos instructivas, pero que todas contribuyen á dulcificar las horas de cansancio, las horas de fastidio y de tedio, en que la imaginación anhela y busca una lectura que le entretenga, ya sea con sus agudos chistes, ya con sus sentidas frases; cuando por todas partes se miran reflejar destellos de la luz hermosa del siglo en que vivimos; y finalmente, cuando muchos escriben y todos leen: ¿será Vitoria la sola población que no corresponda á la agitación intelectual de la época?», se pregunta en el primer número, y fija como objetivo de la publicación proporcionar a los suscriptores «ese corto recreo y encontrar un estímulo». El periódico, que se editaba en la imprenta que Ignacio Egaña tenía en la calle de Mateo Benigno de Moraza, salía a la venta los días 1, 8, 15 y 22.
Llenaron sus páginas textos escritos por, entre otros, el propio Ramón Ortiz de Zárate, Segundo Aguirre, Francisco Juan de Ayala, Ladislao de Velasco, Isidoro de Arellano, Francisco Rentero, Mateo Benigno de Moraza, Eduardo Alcalá Galiano y José Goizueta.